# La Vergne (Tennessee)
La Vergne es una ciudad ubicada en el condado de Rutherford en el estado estadounidense de Tennessee. En el Censo de 2010 tenía una población de 32.588 habitantes y una densidad poblacional de 498,96 personas por km².

## Geografía
La Vergne se encuentra ubicada en las coordenadas 36°1′20″N 86°33′34″O / 36.02222, -86.55944. Según la Oficina del Censo de los Estados Unidos, La Vergne tiene una superficie total de 65.31 km², de la cual 64.58 km² corresponden a tierra firme y (1.12%) 0.73 km² es agua.

## Demografía
Según el censo de 2010, había 32.588 personas residiendo en La Vergne. La densidad de población era de 498,96 hab./km². De los 32.588 habitantes, La Vergne estaba compuesto por el 0.06% blancos, el 0.02% eran afroamericanos, el 0.35% eran amerindios, el 0% eran asiáticos, el 0.08% eran isleños del Pacífico, el 0.01% eran de otras razas y el 0% pertenecían a dos o más razas. Del total de la población el 0.01% eran hispanos o latinos de cualquier raza.